# Iván Hurtado
Iván Jacinto Hurtado Angulo, född 16 augusti 1974 i Esmeraldas, Ecuador, är en före detta professionell ecuadoriansk fotbollsspelare. I Spanien är Hurtado känd som "Bambam" på grund av att hans sätt att löpa med bollen liknar det Bambam från Flintstones gör med sin klubba. Hurtado började sin karriär som 16-åring i Club Deportivo Esmeraldas Petrolero men spelar idag för Al Arabi.
Hurtado är back till positionen och har bland annat spelat i en av Ecuadors största klubbar Club Sport Emelec, liksom SC Barcelona och Real Murcia. Han har spelat i det ecuadorianska landslaget sedan 1992 och har nu kommit upp i 132 matcher och fem mål. 
Ivan Hurtado har även en stark humanitär sida. Han har bland annat öppnat ett barnhem i sin hemstad.